# Henley Grose-Smith
Henley Grose-Smith (1833-1911) foi um entomologista inglês especializado em Lepidoptera.
Grose-Smith descreveu muitos novos taxa de borboletas de suas próprias coleções e as de Walter Rothschild. Suas coleções foram vendidas para James John Joicey em 1910. A maioria de seus espécimes tipo está no Museu de História Natural de Londres.

## Publicações
Lista parcial
- 1887-1902 com William Forsell Kirby Rhopalocera exotica; sendo ilustrações de espécies novas, raras e desfiguradas de borboletas . Londres: Gurney & Jackson, 1887-1902. texto completo e placas
- 1887 Descrição de seis novas espécies de borboletas capturadas pelo Sr. John Whitehead em Kina Balu Mountain, North Bornéu, na coleção do Sr. H. Grose Smith Ann. Mag. nat. Hist. (5) 20: 432-435
- 1889 Descrições de novas espécies de borboletas capturadas pelo Sr. CM Woodford nas Ilhas Salomão Ent. Seg. Revista . 25: 299-303
- 1894 Descrições de oito novas espécies de borboletas de New Britain e Duke of York Islands nas coleções do Hon. W. Rothschild e Mr. Grose Smith, capturados pelos capitães Cayley Webster e Cotton Ann. Mag. Nat. Hist . (6) 13 (78): 496-502
- 1894 Um relato de uma coleção de lepidópteros diurnos da Nova Guiné (Partes I-III) - feita pelo Sr. W. Doherty em Humboldt Bay, Nova Guiné Holandesa, e em ilhas vizinhas, no Museu do honorável Walter Rothschild em Tring, com descrições de novas espécies Novit. zool. 1 (2): 331-365 543-551 (3): 571-584
- 1894 Descrições de nove novas espécies de borboletas, do Sattelberg, perto de Finsch Hafen, Nova Guiné Alemã, nas coleções do Honorável Walter Rothschild e H. Grose Smith, capturadas pelos capitães Cayley Webster e Cotton Novit. Zool. 1 (3): 585-590
- 1897 Descrições de novas espécies de borboletas da ilha do Pacífico Ann. Mag. Nat. Hist . (6) 20: 515-518
- 1898 Descrição de duas novas espécies de borboletas do gênero Thysonotis Hübner, [1819] Ann. Mag. Nat. Hist. (7) 2 (11): 404-405